# Teyl walkeri
Teyl walkeri är en spindelart som beskrevs av Main 2004. Teyl walkeri ingår i släktet Teyl och familjen Nemesiidae.
Artens utbredningsområde är Victoria, Australien. Inga underarter finns listade i Catalogue of Life.